# Szprycer (album)
Szprycer – piąty minialbum polskiego rapera Taco Hemingwaya. Wydawnictwo ukazało się 30 lipca 2017 roku nakładem Taco Corp. Nagrania zostały udostępnione na stronie internetowej rapera i w serwisie YouTube. Materiał, nagrany w lato 2017 roku, został wyprodukowany w całości przez Rumaka z wyjątkiem piosenek „Chodź” produkcji Zeppy Zep, „Saldo '07” produkcji Duit i „I.S.W.T.” produkcji Borucci. Album reprezentuje stylistykę hip-hopową z wpływami trapu i popu. Główną tematyką tekstów jest nostalgia, nocne życie i miłosne rozterki.
Szprycer spotkał się ze słabym przyjęciem krytyków muzycznych. Recenzenci szczególnie krytykowali go w porównywaniu do poprzednich nagrań Hemingwaya, zwracając uwagę na całkowitą zmianę stylistyki. Pomimo tego album odniósł duży sukces komercyjny, odnotowując wysokie wyniki odtworzeń w serwisach streamingowych. Raper pierwszy raz zadebiutował na pierwszym miejscu ogólnopolskiej listy sprzedaży OLiS, rozchodząc się w ponad 30 000 egzemplarzach, spędzając ponad 50 tygodni na liście.
W ramach promocji wydawnictwa Hemingway wyruszył w trasę koncertową 2017 Tour, obejmującą największe miasta Polski.

## Geneza, nagranie i wydanie
Poprzedni album artysty, Marmur, zebrał dobre oceny, chociaż krytycy zarzucali raperowi monotonność w nagraniach. Płyta zadebiutowała niżej niż poprzedni minialbum Umowa o dzieło, na 3. miejscu OLiS. Pomimo tego album uzyskał status złotej płyty oraz nominacje do nagrody muzycznej Fryderyka. Wraz z wydaniem płyty raper ruszył w dwuletnią trasę koncertową pt. Marmur Tour. Na tym samym albumie, w utworze pt. „Ściany mają uszy” użył wersu „Myśli buzują jak szprycer”, co było pierwszą zapowiedzią nowego wydawnictwa. Po koncercie na Openerze w lipcu 2017, raper zapowiedział na swoim instagramie, że nowy minialbum pojawi się jeszcze w tym miesiącu.
Na płycie Soma 0,5 mg, artysta zdradził, że album powstawał około tygodnia w lato 2017 roku. W urodziny muzyka, z nocy z 29 na 30 lipca 2017 roku, ukazał się singiel pt. „Nostalgia” na serwisie YouTube który promował wydawnictwo. Za reżyserię teledysku odpowiedzialni byli Łukasz Partyka i studio Syrena Warszawa. Tego samego dnia pojawił się odsłuch całego minialbumu w serwisach streamingowych.
25 sierpnia 2017 roku nakładem Asfalt Records w dystrybucji Asfalt Distro album trafił do sprzedaży na płycie CD w nieograniczonym nakładzie. Wydawnictwo składało się z jednej płyty CD, za projekt graficzny odpowiedzialny był Łukasz Partyka. Utworem „Nostalgia” trafił na listy przebojów radiowych. Raper po premierze odbył trasę koncertową nazwaną 2017 Tour, odwiedzając m.in. Warszawę, Gdańsk, Poznań czy Kraków, podczas których zaprezentował nagrania pochodzące z płyty.

## Analiza i interpretacja

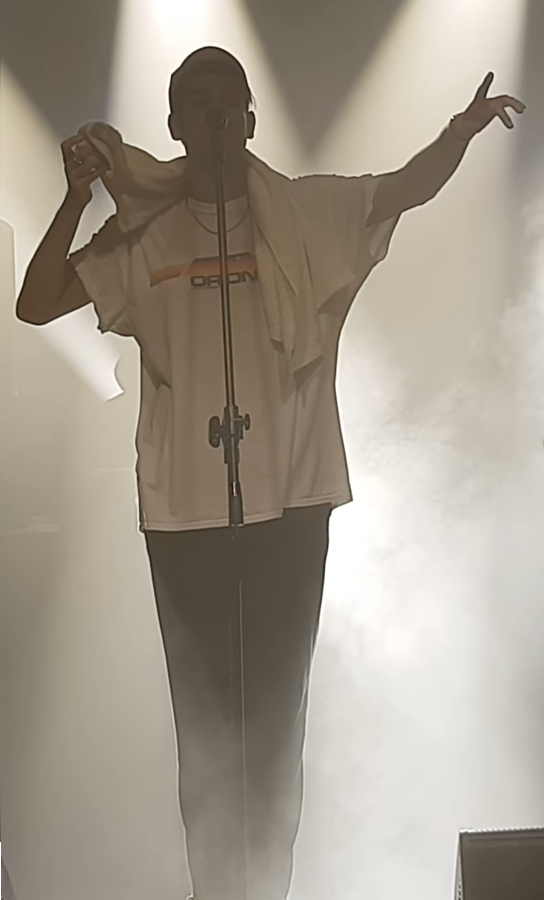
Taco podczas trasy 2017 Tour

Raper zmienił swoją stylistykę na nowym albumie, z alternatywnego rapu uderzył w nurt trapowej muzyki i popu. Rap jest przeplatany wstawkami śpiewanymi, w których użyto efektu Auto-Tune. Zdaniem Rafała Samborskiego muzyka przyśpieszył tempo rapowania, zaczął podśpiewywać wzorując się na amerykańskich raperach. Natomiast Magdalena Fijołek w swojej recenzji dla portalu Niezalezna.pl napisała o płycie „przywodzący na myśl standardy disco-polo Auto-Tune i bity skrojone na miarę mainstreamowego odbiorcy”. Mateusz Murawski z portalu Onet.pl stwierdził, że płyta jest mocno wzorowana na amerykańskim trapie, dużo w niej autotuna i śpiewanych refrenów.
Głównymi tematami na płycie jest obserwacja życia rozrywkowego w Warszawie. Rafał Samborski w swojej recenzji stwierdził, że przekaż i wartość tekstowa albumu jest płytka. Jacek Skolimowski z Neewseeka napisał „Teksty obracają się wokół tych samych tematów – nocnego życia, dziewczyn, ciężkiej pracy i życiowych rozterek”. Magdalena Fijołek stwierdziła, iż „Choć w Szprycerze warstwa tekstowa nie powala na ziemię, godnie kontynuuje najlepsze tradycje rapera.”. Na albumie możemy znaleźć dużo tematyki miłosnej oraz samouwielbienia rapera.

Największy problem tkwi w znikomej ilości przyciągających wersów. Zniknęły chodzące po głośnikach cytaty, niekiedy dość wieloznaczne, by pozostawić tylko i wyłącznie opis tego, co jest i istnieje. A po Taco należy się spodziewać o wiele więcej.

### Utwory
Pierwszy utwór „Nostalgia” opisuje sentyment muzyka do dawnych czasów, które porównuje z teraźniejszymi. Według Rafała Samborskiego utwór strasznie usypia i brakuje mu innowacyjności. Zwraca również uwagę na słabe flow i brak dobrego tempa. Z kolei Marcin Flint narzeka na mało oryginalne i przewidywalne akcentowanie w piosence. W „Chodź” raper opisuje relacje z dziewczyną i podejście do związków. Rafał Samborski bardzo pochwalił podkład muzyczny utworu, zwracając uwagę na dobry bass z syntetycznym podkładem. Marcin Flint zarzucił artyście, że w piosence „Tlen” korzysta bardzo nieporadnie z autotuna oraz słaby śpiew. Samborski zarzucił utworowi prostotę, zarówno w tekstach, jak i w muzyce. Natomiast Mateusz Murawski stwierdził, że piosenka aż zanadto usypia. W „Głupi Byt” raper dodaje życiu małe znaczenie i wartości. Samborski twierdzi, że z piosenki można było zrobić hit, ale za mało z niej wyciągnięto, natomiast Flint mocno wyśmiał utwór. Nagranie „Dele” pochodzi od imienia angielskiego piłkarza Dele Ali, grającego w drużynie Tottenham Hotspur, którego raper jest fanem. Piosenka opowiada o klubach w Warszawie i ludziach, którzy spędzają tam czas.
W „I.S.W.T.” autor opisuje relacje damsko-męskie, prawdopodobnie ze swoją partnerką. Marcin Flint porównał podkład muzyczny do muzyki disco puszczanych na polskich remizach. Rafał Samborski stwierdził, że wokale są przesłodzone i brakuje im dobrego smaku. „35” to krótki nostalgiczny utwór, w którym muzyk przypomina sobie o podróżach do swojej partnerki tramwajem o numerze 35. Utwór „Karimata” opowiada o ludziach, którzy polubili muzyka dopiero po tym, jak osiągnął sukces. Marcin Flint w swojej recenzji napisał, że utwór zawiera nieciekawe, powielane tematy. Natomiast Samborski zwrócił uwagę na niepotrzebne bębny w pokładzie muzycznym, wybijające z rytmu. Mateusz Murawski zwrócił uwagę na Auto-Tune, który według niego kłuje po uszach. Piosenka „Saldo '07” porusza się w tematyce podobnej do poprzedniego utworu, gdzie muzyk dodatkowo opowiada o stracie bliskich. Utwór zebrał największe uznanie wśród krytyków, Rafał Samborski napisał, że wybija się na tle reszty i zawiera najwięcej ciekawych linijek.

## 2017 Tour
Trasa koncertowa polskiego rapera Taco Hemingwaya. Odbyła się od 13 października do 13 grudnia 2017 roku w ramach promocji minialbumu Szprycer.
Trasa objęła osiemnaście koncertów, w trzynastu miastach w Polsce. Do ostatniego koncertu, pula sprzedanych biletów wynosiła około 23 tysięcy. Finał trasy odbył się w Warszawie w Hali Torwar, gdzie muzyk jako pierwszy polski raper wypełnił całą salę wysprzedając wszystkie bilety. W ramach promocji, Taco Hemingway wypuścił własną limitowana kolekcję ubrań z elementami nawiązującymi do kolo albumu i trasy

### Lista koncertów
| Data                             | Miejscowość   | Państwo | Obiekt                          |
| -------------------------------- | ------------- | ------- | ------------------------------- |
| 13 października 2017             | Wrocław       | Polska  | Centrum Koncertowe A2           |
| 14 października 2017             | Wrocław       | Polska  | Centrum Koncertowe A2           |
| 22 października 2017             | Katowice      | Polska  | Mega Club                       |
| 27 października 2017             | Bydgoszcz     | Polska  | Hala WS Łuczniczka              |
| 29 października 2017, popołudnie | Poznań        | Polska  | Tama                            |
| 29 października 2017, wieczór    | Poznań        | Polska  | Międzynarodowe targi Poznańskie |
| 4 listopada 2017, popołudnie     | Toruń         | Polska  | Centrum Kultury Dwór Artusa     |
| 4 listopada 2017, wieczór        | Gdańsk        | Polska  | Dwór Artusa                     |
| 11 listopada 2017                | Lublin        | Polska  | Centrum Spotkania Kultur        |
| 18 listopada 2017                | Szczecin      | Polska  | Szczeciński loft kultury        |
| 25 listopada 2017, popołudnie    | Kraków        | Polska  | Klub Studio                     |
| 25 listopada 2017, wieczór       | Kraków        | Polska  | Klub Studio                     |
| 26 listopada 2017                | Bielsko-Biała | Polska  | Rudeboy Club                    |
| 1 grudnia 2017                   | Warszawa      | Polska  | Palladium                       |
| 7 grudnia 2017, popołudnie       | Radom         | Polska  | Klub Strefa G2                  |
| 7 grudnia 2017, wieczór          | Radom         | Polska  | Klub Strefa G2                  |
| 9 grudnia 2017                   | Katowice      | Polska  | Śląski Rap Festival             |
| 13 grudnia 2017                  | Warszawa      | Polska  | Torwar                          |

## Odbiór

### Krytyczny
Album otrzymał słabe opinie recenzentów. Krytyk muzyczny Rafał Samborski z redakcji Interia.pl dał albumowi ocenę 3/10, pisząc, że „Szprycer to rozczarowanie w swojej najczystszej formie.”. Natomiast portal Onet.pl w recenzji Mateusza Murawskiego przyznał płycie 4/10 gwiazdki nazywając ją jedną ze słabszych wydawnictw Taco Hemingwaya, dodając „Czas jeszcze podszkolić warsztat rapowy, bo ten kuleje...”. Dziennik Newsweek wypowiedział się negatywnie na temat płyty, pisząc, że artysta obniżył sobie poprzeczkę postawioną przez poprzednie płyty. Magdalena Fijołek z gazety Niezależnej.pl przyznała płycie tylko ocenę 2 w skali na 5, twierdząc iż na albumie nadużywany jest Auto-Tune, a piosenki kojarzą się z discopolo. Najsurowiej płytę ocenił Marcin Flint z portalu Vice, twierdząc, że album jest bez pomysłu, sam artysta pogubił się na nim i o płycie nie da się powiedzieć ani jednego dobrego słowa.
Pozytywnie na temat płyty wypowiedziały się jedynie takie portale jak Rapduma.pl oraz Glamrap.pl. Krytyk Igor Wiśniewski z portalu Rapduma.pl wystawił pozytywna ocenę albumowi, chwaląc rapera za zmianę stylistyki i otwartość na nowe pomysły i trendy z zachodu.

### Komercyjny
Pomimo słabych recenzji płyta odniosła duży sukces komercyjny. Raper po raz pierwszy w karierze zadebiutował z nagraniami na 1. miejscu polskiej listy przebojów – OLiS i utrzymywał się na niej aż przez 50 tygodni. Większość utworów z albumu osiągnęła milionowe odtworzenia na kanale YouTube, najwięcej takie utwory jak „Tlen” i „Nostalgia”. Również singiel „Nostalgia” trafił na listy przebojów radiowych. 22 listopada 2017 roku sprzedaż kopii przekroczyła 15 tys., tym samym raper po raz trzeci zdobył status złotej płyty. Do marca 2018 roku płyta rozeszła się w ponad 30 tys. egzemplarzy i raper po raz pierwszy zdobył status platynowej płyty. Nagrania były 3. najlepiej sprzedającym się album w miesiącach sierpień oraz wrzesień. W podsumowaniu ZPAV album był 12. najlepiej sprzedającym się polskim albumem w Polsce. Nagrania otrzymały również wiele nagród. Raper trzeci rok z rzędu, uzyskał nominację do nagrody Fryderyków, w kategorii Album roku hip-hop i drugi raz wygrał plebiscyt. Płyta otrzymała ponadto nominację do Polskiej Rap Płyty Roku 2017 w plebiscycie audycji Polskiego Radia Szczecin – WuDoo oraz branżowego portalu Hip-hop.pl. Okładka albumu została wybrana najlepszą okładką muzyczną w 2017 roku.

### Nagrody i nominacje
| Rok  | Kategoria                         | Nagroda                 | Rezultat   |
| ---- | --------------------------------- | ----------------------- | ---------- |
| 2017 | 10 najlepszych polskich płyt      | Newonce                 | Nominacja  |
| 2017 | Najpopularniejsze albumy w Polsce | Statystyki Spotify 2017 | 3. miejsce |
| 2017 | Najpopularniejsze polskie albumy  | Statystyki Spotify 2017 | Wygrana    |
| 2018 | Najlepsze okładki płyt            | Cover awArts 2017       | Wygrana    |
| 2018 | Rap płyta roku                    | Plebiscyt WuDoo/Hip-Hop | Wygrana    |
| 2018 | Album roku hip-hop                | Fryderyki 2018          | Wygrana    |
| 2018 | Najpopularniejsze albumy w Polsce | Statystyki Spotify 2018 | 9. miejsce |

## Lista utworów
Opracowano na podstawie materiału źródłowego. 
| Nr | Tytuł utworu      | Tekst            | Producent | Długość |
| -- | ----------------- | ---------------- | --------- | ------- |
| 1. | „Nostalgia”       | Filip Szcześniak | Rumak     | 3:49    |
| 2. | „Chodź”           | F. Szcześniak    | Zeppy Zep | 3:29    |
| 3. | „Tlen”            | F. Szcześniak    | Rumak     | 4:42    |
| 4. | „Głupi Byt”       | F. Szcześniak    | Rumak     | 4:10    |
| 5. | „Dele”            | F. Szcześniak    | Rumak     | 3:28    |
| 6. | „I.S.W.T.”        | F. Szcześniak    | Borucci   | 4:08    |
| 7. | „35”              | F. Szcześniak    | Rumak     | 2:24    |
| 8. | „Karimata (mute)” | F. Szcześniak    | Rumak     | 5:06    |
| 9. | „Saldo '07”       | F. Szcześniak    | Duit      | 3:44    |
|    |                   |                  |           | 35:00   |

Sample
- W utworze „Nostalgia” wykorzystano sample z utworu „Robot Rock” w wykonaniu duetu Daft Punk[49].
- W utworze „Tlen” wykorzystano dialogi z filmu „Żółty szalik” w reżyserii Janusza Morgensterna[50].

## Sprzedaż

### Pozycje w notowaniach OLiS
OLiS jest ogólnopolskim notowaniem, tworzonym przez agencję TNS Polska na podstawie sprzedaży albumów muzycznych na nośnikach fizycznych (od tygodnia 51 lista uwzględnia informacje o pobraniach w formacie digital download czy odtworzeniach w serwisach streamingowych).
| Tydzień | 1      | 2      | 3       | 4       | 5       | 6       | 7       | 8       | 9       | 10      | 11      | 12      | 13      | 14      | 15      | 16      |
| ------- | ------ | ------ | ------- | ------- | ------- | ------- | ------- | ------- | ------- | ------- | ------- | ------- | ------- | ------- | ------- | ------- |
| Pozycja | 1      | 2      | 3       | 7       | 4       | 10      | 16      | 15      | 16      | 9       | 14      | 21      | 31      | 28      | 41      | 27      |
| Źródło  | [ 52 ] | [ 53 ] | [ 54 ]  | [ 55 ]  | [ 56 ]  | [ 57 ]  | [ 58 ]  | [ 59 ]  | [ 60 ]  | [ 61 ]  | [ 62 ]  | [ 63 ]  | [ 64 ]  | [ 65 ]  | [ 66 ]  | [ 67 ]  |
| Tydzień | 17     | 18     | 19      | 20      | 21      | 22      | 23      | 24      | 25      | 26      | 27      | 28      | 29      | 30      | 31      | 32      |
| Pozycja | 20     | 30     | 29      | 31      | 38      | 32      | 27      | 28      | 22      | 24      | 24      | 24      | 20      | 17      | 11      | 14      |
| Źródło  | [ 68 ] | [ 69 ] | [ 70 ]  | [ 71 ]  | [ 72 ]  | [ 73 ]  | [ 74 ]  | [ 75 ]  | [ 76 ]  | [ 77 ]  | [ 78 ]  | [ 79 ]  | [ 80 ]  | [ 81 ]  | [ 82 ]  | [ 83 ]  |
| Tydzień | 33     | 34     | 35      | 36      | 37      | 38      | 39      | 40      | 41      | 42      | 43      | 44      | 45      | 46      | 47      | 48      |
| Pozycja | 18     | 24     | 16      | 19      | 24      | 32      | 26      | 23      | 39      | 40      | 46      | 35      | 41      | 41      | 47      | 47      |
| Źródło  | [ 84 ] | [ 85 ] | [ 86 ]  | [ 87 ]  | [ 88 ]  | [ 89 ]  | [ 90 ]  | [ 91 ]  | [ 92 ]  | [ 93 ]  | [ 94 ]  | [ 95 ]  | [ 96 ]  | [ 97 ]  | [ 98 ]  | [ 36 ]  |
| Tydzień | 49     | 50     | 51      | 52      | 53      | 54      | 55      | 56      | 57      | 58      | 59      | 60      | 61      | 62      | 63      | 64      |
| Pozycja | 12     | 40     | 85      | 88      | 92      | 99      | 7       | 86      | 74      | 85      | 28      | 26      | 23      | 24      | 30      | 21      |
| Źródło  | [ 36 ] | [ 99 ] | [ 100 ] | [ 100 ] | [ 100 ] | [ 100 ] | [ 100 ] | [ 100 ] | [ 100 ] | [ 100 ] | [ 100 ] | [ 100 ] | [ 100 ] | [ 100 ] | [ 100 ] | [ 100 ] |
| Tydzień | 65     | 66     | 67      | 68      | 69      | 70      | 71      | 72      | 73      | 74      | 75      | 76      | 77      | 78      | 79      | 80      |
| Pozycja | 18     | 12     | 35      | 39      | 45      | 39      | 38      | 56      | 54      | 70      | 87      | 79      | 85      | 82      | 92      | 100     |

| Miesiąc       | Pozycja |
| ------------- | ------- |
| Sierpień 2017 | 3       |
| Wrzesień 2017 | 3       |
| Sierpień 2021 | 3       |

| Rok  | Pozycja |
| ---- | ------- |
| 2017 | 20      |
| 2021 | 35      |
| 2024 | 93      |

### Certyfikaty ZPAV
Certyfikaty sprzedaży są wystawiane przez Związek Producentów Audio-Video za osiągnięcie określonej liczby sprzedanych egzemplarzy, obliczanej na podstawie kupionych kopii fizycznych i cyfrowych, a także odtworzeń w serwisach streamingowych.
| Certyfikat      | Liczba egzemplarzy | Data              |        |
| --------------- | ------------------ | ----------------- | ------ |
| złota płyta     | 15 000             | 22 listopada 2017 | [ 39 ] |
| platynowa płyta | 30 000             | 28 marca 2018     | [ 4 ]  |

## Historia wydania
| Data             | Format                       | Wytwórnia      |         |
| ---------------- | ---------------------------- | -------------- | ------- |
| 30 lipca 2017    | streaming · digital download | Taco Corp      | [ 2 ]   |
| 25 sierpnia 2017 | CD                           | Asfalt Records | [ 14 ]  |
| 8 września 2020  | winyl                        | Asfalt Records | [ 106 ] |

## Personel
Za powstanie albumu odpowiedzialne są następujące osoby:
| - Filip Szcześniak – słowa, rap, śpiew - Maciej Ruszecki – produkcja muzyczna, muzyka - Łukasz Partyka, Sonia Szóstak, Piotr Dudek – projekt okładki - Rafał Smoleń – realizacja nagrań, miksowanie, mastering - Mateusz Machalski – zdjęcia, typografia |  | - Zeppy Zep – produkcja utworu „Chodź” - Borucci – produkcja utworu „I.S.W.T.” - Duit – produkcja utworu „Saldo '07” |

Nagrań dokonano w Studiu Nagrywarka w Warszawie.